# Фрідріх Фердинанд Ангальт-Кетен-Плесський
Фердинанд Фрідріх Ангальт-Кетен-Плесський (нім. Friedrich Ferdinand von Anhalt-Köthen-Pless; 25 червня 1769, Плесс — 23 серпня 1830, Кетен) — герцог Ангальт-Кетенський з династії Асканіїв, генерал-губернатор Сілезії, генерал-лейтенант пруської армії, засновник анагальтської колонії на Півдні України (нині селище Асканія-Нова).

## Родина

Юлія герцогиня Ангальт-Кетенська (1793−1848)

### Батьки
Батько — князь Фридрих Ердман Ангальт-Кетен-Плесський (1731—1797).
Мати — Луїза Фердинанда (1744—1784) — донька графа Штольберг-Вернігероде.

### Дитинство
До семи років принц провів не тільки у Плессі, але й у Бюдінгені та Ганновері, де родина мешкала до 1776 р. З десятирічного віку принца Фердинанда виховував прусський гауптман Дедденрот.

### Брати
- Ернст Еммануель Ердман (1768—1808) — відсторонений від престолу через хворобу;
- Бенедикт (1771—1773);
- Християн (1774—1783);
- Георг (1776—1777);
- Хайнрих (1778—1847) — спадкоємець та останній герцог Ангальт-Кетенський;
- Християн Фридрих (1780—1813) — загинув у битві при Кульмі;
- Людвіг (1783—1841) — останній князь із Ангальт-Кетен-Плесської династії.

### Сестра
Анна Амалія (1770—1830) — спадкоємиця Плесського герцогства; дружина Ханса Хайнриха VI графа фон Хохберг-Фюрстенстайн (1768—1833).

### Шлюби
- Перший шлюб: 20 серпня 1803 р. — Марія Доротея Луїза Генрієтта принцеса Шлезвіг-Гольштейн-Зондербург-Бекська (1783—1803)[4].
- Другий шлюб: 30 травня 1816 р. — Юлія Софія графиня Бранденбурзька (1793−1848) — донька короля Пруссії Фридриха Вільгельма ІІ від могранатичного шлюбу із Софією Юліаною Фредерикою графинею фон Дьонхофф[5]

## Військова служба

### Військова кар'єра (чини та командування)
- Вересень 1786 р. — молодший лейтенант прусського 15 гвардійського полку.
- 19 березня 1788 р. — штабс-капітан 28 піхотного полку Калькштайна.
- 25 травня 1788 р. — капітан та командир роти.
- 6 травня 1792 р. — майор, командир батальйону фузелерів генерала фон Форкаде.
- 6 березня 1795 р. — командир стрілецького батальйону Мартіні № 15.
- 12 вересня 1797 р. — командир верхньосілезької стрілецької бригади.
- 17 травня 1798 р. — підполковник.
- 8 травня 1802 р. — командир 2 батальйону гусарського полку («коричневі гусари») генерала Шиммельпфеніга фон дер Ойе.
- 26 травня 1803 р. — полковник.
- 20 жовтня 1805 р. — командир гусарського полку генерала Шиммельпфеніга фон дер Ойе.
- 21 листопада 1806 р. — генерал-майор.
- 25 січня 1807 р. — поновлено в командуванні гусарським полком генерала Шиммельпфенінга фон дер Ойе.
- 16 жовтня 1807 р. — звільнився із збройних сил Пруссії з правом користуватися прусським генеральським мундиром.
- Лютий 1813 р. — князь Фердинанд озброїв загін вершників для гвардії прусського короля Фридриха Вільгельма ІІІ.
- Князю Фердинанду доручено організувати сілезький ландштурм (ополчення), яким він командував під час боїв шостої анти-наполеонівської коаліції.
- Весна 1815 р. — невдала спроба відновитися у прусській армії весною 1815 р.
- 30 березня 1817 р. — командир 22 полку та ландрату округу Плесс[6].
- 23 березня 1819 р. — генерал-лейтенант.

### Участь у військових походах та битвах

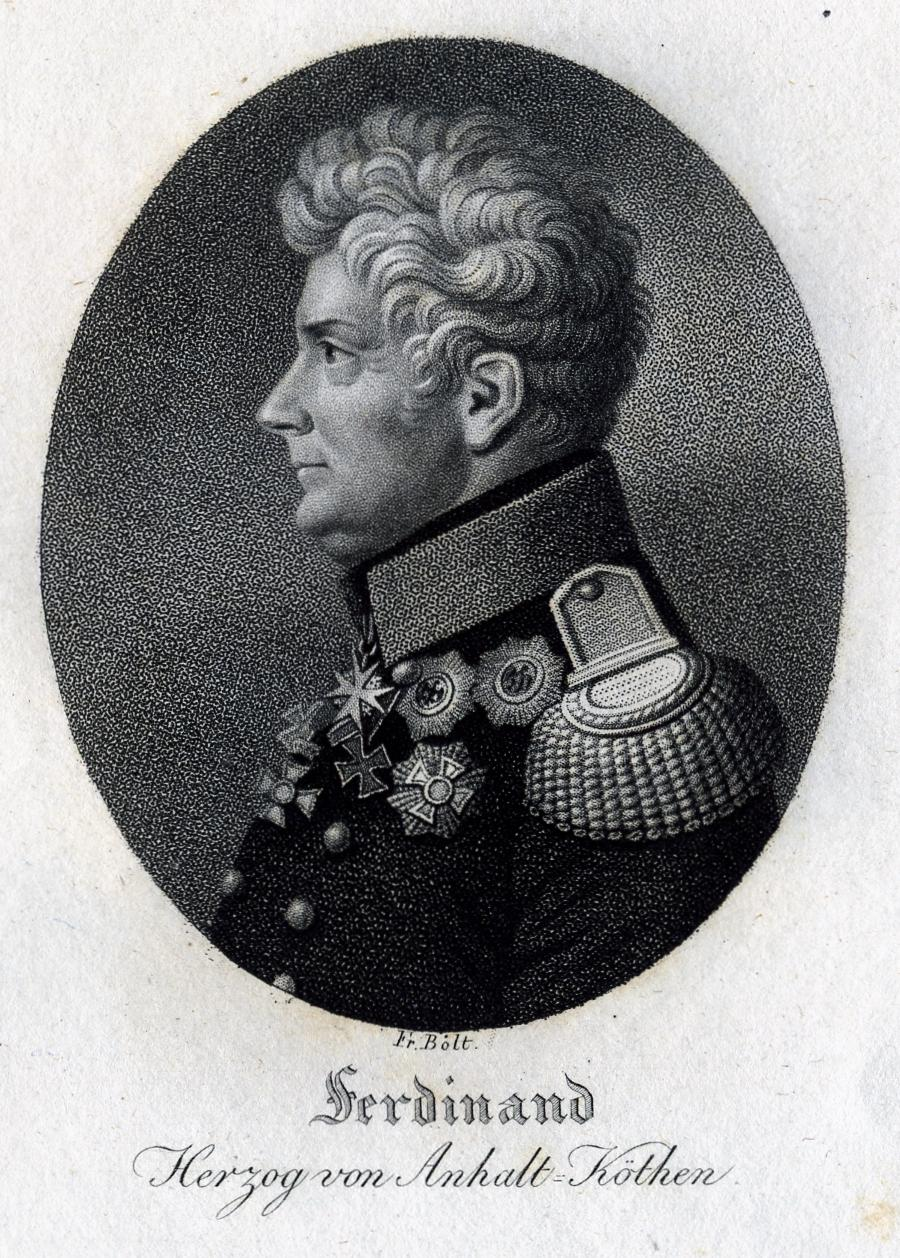
Портрет герцога Фердинанда Фридриха Ангальт-Кетенського

Фердинанд був активним учасником Революційних та Антинаполеонівських війн.
З 1793 по 1795 р. він зі своїм підрозділом брав участь у Рейнських походах під час Війни першої коаліції. Фердинанд бився під Хохаймом, при Альсхаймі, Лімбаху, Танні, Штайнберзі, Хузенберзі, Тюркхаймі, Обернхаймі, Нойштадті, Киррвайлері, перебував під бомбардировкою Вердену.
Під час Війни чертветої коаліції, 14 жовтня 1806 р йому довелося узяти участь у битві під Єною під загальним командуванням князя Ф. Л. Гогенлое-Інгельфінгена (1746—1818). У наступній битві із переважаючими силами противника князь Фердинанд бився на чолі свого полку при Зьомерде.
Після катастрофічної поразки прусських військ під Єною та Ауерштедтом князь Фердинанд зібрав у Померанії 3000 кіннотників з розбитої Прусської кавалерії та привів їх до короля Фрідріха Вільгельма ІІІ. Організувавши невеликий корпус князь намагався звільнити обложений Бреслау. Ті навіть не наважилися на вилазку і військо генерал-майора Ангальт-Кетен-Плесського під тиском ворога було змушене відступити через Швайніц на Несе. Бреслау ж невдовзі капітулював.
Після падіння Брига князь Фердинанд на початку лютого 1807 р. розпочав переговори про перемир'я з принцом Жеромом Бонапартом, маючи на увазі виграти час. Але переговори не вдалися. Швайдніц було захоплено французами.
Князь Фердинанд був змушений пробиватися біля Цеденіка через Глац до Богемії та скласти зброю перед австрійцям.

### Поранення та лікування
Під час тяжких битв його кілька разів було поранено (при Хогаймі та Альсгаймі). Найбільш тяжке поранення принц Фердинанд отримав у бою при Лаутені, коли йому було прострелено праве стегно. В такому стані з 17 липня по 15 вересня 1794 р. він перебував на лікуванні в лазареті у Франкфурті.
21 серпня 1802 р. князю Фердинанду було надано відпустку для відвідин Австрії. Після цього він мав підлікуватися в Тепліці та Вармбрунні.
З 13 квітня 1805 р. князь Фердинанд перебував у відпусці. Відвідав Польщу, Молдавію, Валахію та Туреччину. 6 місяців він відпочивав в Україні.

### У відставці (1808—1813)

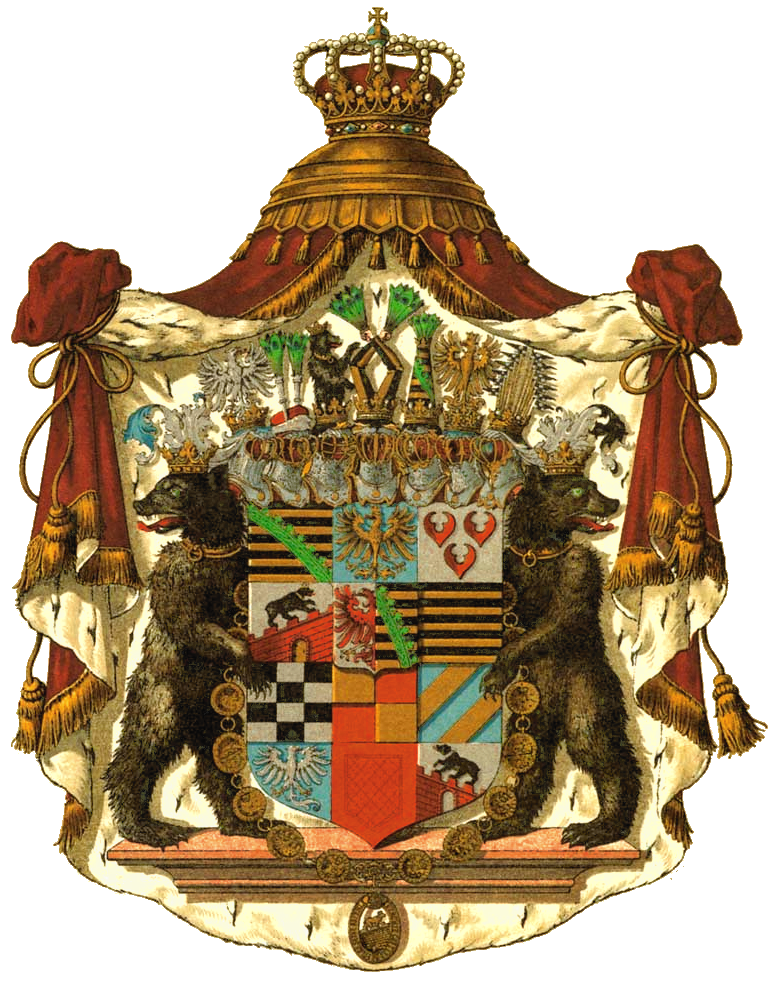
Державний герб герцогства Ангальт-Дессау-Кетен

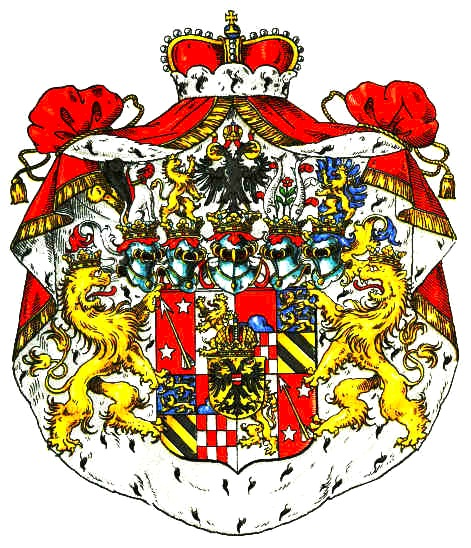
Державний герб князівства Плесс

1808 р. князь Фердинанд відгукнувся на запрошення свого брата герцога Ангальт-Кетенського Августа Християна Фридриха  (1769—1812) відвідати його володіння.
Весною 1809 р. князь Фердинанд супроводжував герцога Августа у подорожі Рейном до Голландії та Франції. У Парижі князь Фердинанд був присутнім на одруженні Наполеона з Марією-Луїзою Австрійською. Під час жахливої пожежі на весільному балу в палаці австрійського посла князя Карла Філіпа цу Шварценберга (1771—1820) князь Фердинанд Ангальт-Кетен-Плесський героїчно відзначився спасінням багатьох осіб.
Тільки у 1810 р. князь Фердинанд вирушив з Парижу до рідного Плессу через Страсбург, Мюнхен та Відень.
Після прибуття додому, у листопаді 1810 р., він присвятив себе розвитку князівства Плесс. Свої організаторські та економічні здібності князь Фердинанд спрямував на розвиток сільського господарства; захопився будівництвом; цікавився гірничою та металургійною справою.

### Участь у створенні ландверу
У лютому 1813 р. князь Фердинанд озброїв кілька вершників та направився до прусського короля Фридриха Вільгельма ІІІ, який зарахував їх до своєї гвардії. У травні 1813 р. король виступив із відозвою до підданих узяти участь у спротиві французьким окупантам. На заклик знову відкликнувся і князь Фердинанд Ангальт-Кетен-Плеський. Йому було доручено організувати сілезький ландштурм (ополчення), яким він командував під час боїв шостої анти-наполеонівської коаліції. Спроба відновитися у прусській армії весною 1815 р. знову виявилася невдалою.

## Державницька діяльність

### Управління
- З 12 грудня 1797 р. — князь Плессу.
- З 21 листопада 1806 р. — генерал-губернатор Сілезії та графства Глатц.
- З 16 грудня 1818 р. — герцог Ангальт-Кетенський.

(Плесське князівство передано брату — принцу Хайнриху).

### Підтримка науки та культури
Під час свого правління в Ангальт-Кетені герцог Фердинанд вважався покровителем наук та мистецтв. Відомо, що він підтримував дослідження засновника гомеопатії Самуїла Фридриха Християна Ганеманна (1755—1843). Вчений, перебуваючи на посаді лейб-медика, а з 1821 р. навіть консультував монарха.
Ангальт-Кетенський герцог Фердинанд сприяв діяльності фундатора наукової орнітології Іоганну Фридриху Науманну (1780—1857). У 1821 р. він продав Фердинанду свою велику колекцію таксидермованих птахів. Зі свого боку герцог, визнаючи заслуги вченого, призначив його інспектором орнітологічного музею у збудованому столичному замку «Фердинандсбау».
Придворним архітектором став знаменитий творець «кетенського стилю» в будівництві — Християн Готфрід Гайнріх Бандхауер (1790—1837). За його проектами було зведено багато будівель громадського, культового та господарського призначення: тронний зал в замку Кетен (1822 р.), замок Фердинандсбау (1823—1828 рр.), храм Св. Марії у Кетені (1827—1832 р.), пивоваренний завод в Рослау (1826), казарми у Дюссельдорфі (1818 р.), кошари (1827 р.), підвісний міст у Нінбурзі (1824—1825 р.), житлові будинки тощо.
Під час реалізації кількох архітеркурних проектів Г. Бандхауера сталися жахливі події. За проектом будівництва храму Св. Марії в Кетені його шпиль мав бути вищім за шпиль міської Євангелічної церкви. Але це будівництво довелося припинити через невдоволення підданих. Під час зведення храму зламалися ліси і загинуло шість робітників. Ще одна катастрофа відбулася у присутності герцога і герцогині на урочистому відкритті сталевого мосту у Нієнбурзі. Під час прибуття герцогської родини на цьому мосту проводилися велелюдна смолоскипна процесія. Новий міст потрапив у резонанс та впав. В результаті близько 80 людей загинуло, а понад 100 отримали поранення. Із деталей, які залишилися на околиці Нінбурга в маєтку Гримшлебен була збудована чудова кошара у неокласичному стилі. Вона стала моделлю для кошар в ангальт-кетенській колонії на Півдні України (в майбутній Асканії-Нова).

### Боротьба проти Митного Союзу

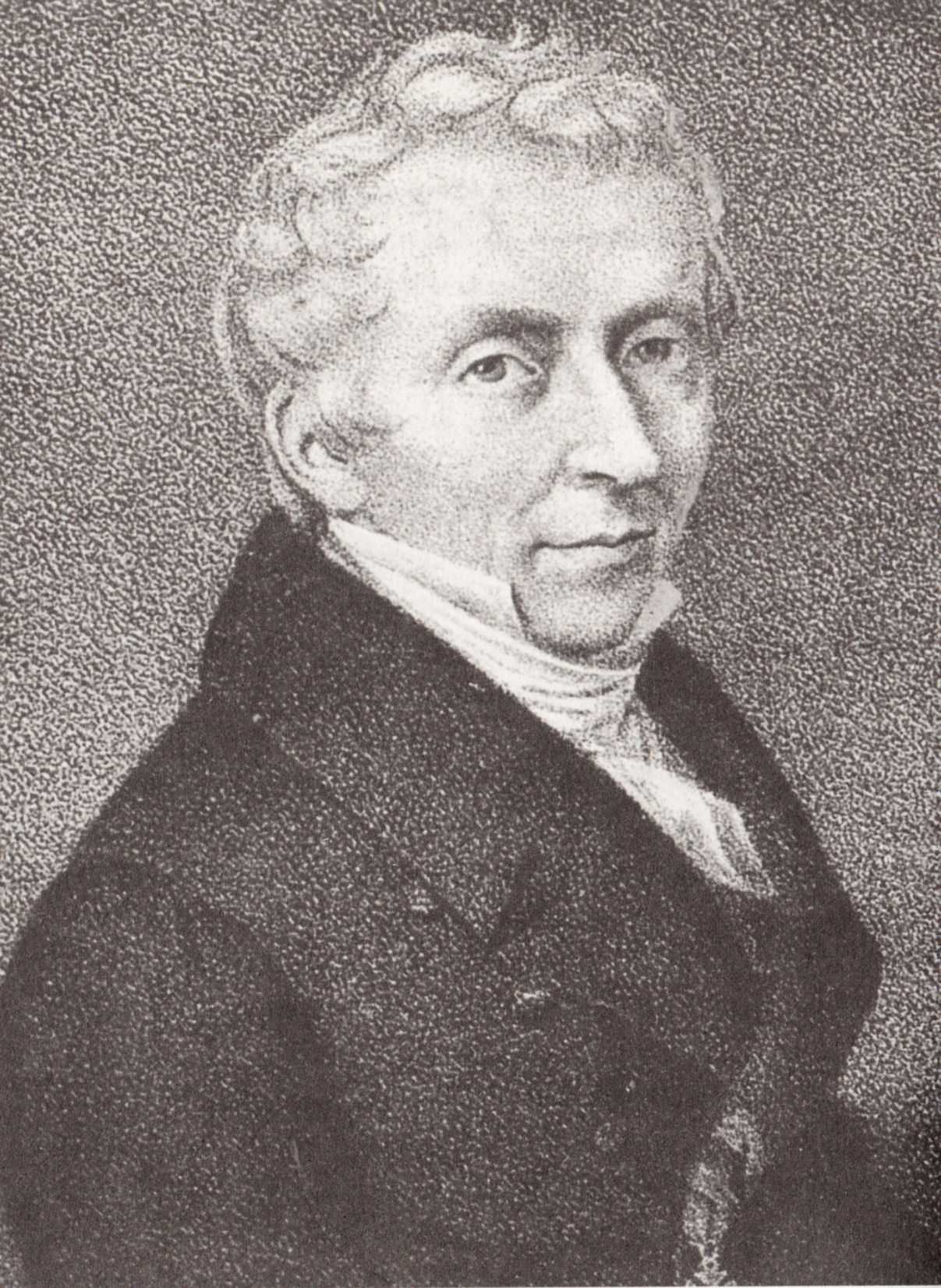
А. Х. Мюллер фон Ніттердорф (1779—1829)

Але Ангальт-Кетенське герцогство, яке дісталося Фердинанду, перебувало у дуже несприятливих політичних та економічних умовах. Відомо, що після Віденського конгресу Саксонське герцогство перейшло у власність королівства Прусського. Через це більша частина Ангальтської держави опинилася оточеною сусідніми потужними державами. Головною помилкою загальної ангальтської дипломатії на конгресі було те, що не були забезпечені з'єднувальні шляхи сполучення із державами поза межами Пруссії. В цих умовах прусський уряд перейшов до системи митниць. А Ангальт разом із кількома малими німецькими державами став вважатися частиною Пруссії і навіть був обкладений берлінським урядом податками. Ангальтських монархів прусські вельможі навіть не попередили, чим, зрозуміло, глибоко образили їхні суверенні почуття.
Протести до Берліна виявилися неефективними. У 1819 р. герцог Фердинанд із дружиною особисто представляв інтереси своєї держави та всього герцогського дому на важких переговорах у Карлсбаді. Він чітко висловлював свою анти-прусську позицію і відкрито виступав проти Митного Союзу. У листі до австрійського державного канцлера князя К. В. Л. Меттерніха герцог Фердинанд називав прусську митну політику загрозою найсвятішим та найважливішим законам. Тому герцог Фердинанд Ангальт-Кетенський звернувся за допомогою до Відня, де і перебував до травня 1820 р. Імператор Австрії Франц ІІ бачив у особі герцога Фердинанда свого важливого союзника у протистоянні просуванню Пруссії напрямком створення власного рейху.
Отже, безпосереднім приводом для протистояння з Пруссією стали митні збори за прохід річкових суден Ельбою. Як відомо, це була головна водна артерія, до басейну якої належало уся Ангальтська держава. Річка перетинала головну східну частину краю у напрямку зі сходу на захід протягом 26 км, а потім слугувала їй кордоном протягом 18,5 км. Нижче Дессау у Ельбу впадала Мульде. А з правого боку вона вбирала в себе Дольвіц, Рослау та Нуту.
Герцогу Ангальт-Кетенському вдалося добитися вільного руху суден Ельбою, що обумовлювалося окремою статтею в заключному акті конференції. Цим герцог Фердинанд був задоволений на початковому етапі митної боротьби. З часом протистояння загострилося і тривало майже 10 років. Боротьба була шаленою. Політичне протистояння з Пруссією навіть в цих умовах продовжувалося. Тільки 27 серпня 1828 р. за посередництва імператора Франца ІІ герцог Фердинанд, із певними поступками, затвердив митні тарифи із Пруссією.
В цих умовах ангальт-кетенська політика все більше і більше орієнтувалася на віденський двір. Цьому процесу активно сприяв і австрійський генеральний консул в Лейпцизі Адам Хайнрих Мюллер фон Ніттердорф, який все більше переймався поглибленням відносин між Віднем та Кетеном. (Як відомо, А. Х. Мюллер фон Ніттердорф теж займав анти-прусську політичну позицію і змінив протестантизм на католицтво).

### Створення колонії на Півдні України
Уряд герцога Фердинанда постійно шукав нові шляхи розвитку своєї економіки. Кроком у напрямку відродження ангальтської державності стало заснування сільськогосподарської колонії на Півдні України. Один з перспективних проектів запропонували високі ангальт-кетенські чиновники — амтсрат Людвиг Альберт та фінансротен Август Людвиг фон Бер. Вони намагалися перехопити ініціативу у Саксонського королівства, до якого звернулася Росія з пропозицією допомогти у розвитку мериносового вівчарства. 30 листопада 1826 р. Л. Альберт за дорученням герцога Фердинанда звернувся із листом-пропозицією до російського генерального консула в Лейпцизі Вільгельма фон Фрейганга.
На початку 1827 р. російський консул повідомив ангальт-кетенський уряд про принципову згоду Санкт-Петербургу на заснування в одній із південних губерній сільськогосподарської колонії.
Розуміючи перспективи та відчуваючи підтримку, герцог Фердинанд письмово зв'язався безпосередньо із імператором Миколою І. У листі герцог звертався із проханням підтримати план його уряду і висловився із формальною пропозицією заснувати «маленьку колонію моїх підданих, головною турботою якої буде культура чистокровних овець та їхнє розповсюдження». Більше того, вже 7 квітня 1827 р. герцог запропонував імператору біль докладний «план створення та розвитку вівчарних господарств в Росії».
Герцог Фердинанд просив підтримати прагнення ангальтських вівчарів та схвалити план, переданий його чиновниками міністру фінансів Росії Г. Л. Д. фон Канкрину. Ангальт-кетенський дім розраховував, що цією пропозицією він посилить стосунки із спорідненою російською династією та відкриє прибуткове джерело доходів.
25 липня 1827 р. ангальт-кетенський герцог отримав позитивну відповідь російського імператора. В ній Микола І дав найсприятливіший відгук, стверджуючи, що такий план викликає дуже великий інтерес. Тому міністру фінансів було доручено якомога прискіпливіше розглянути запропонований проект. Обидва уряди домовилися створити спільну комісію. З ангальт-кетенського боку були призначені А. фон Бер та Л. Альберт. Пізніше до них приєднався оберамтман Август Брауманн, до обов'язків якого входило управління майбутньою колонією. 14 вересня 1827 р. комісія вирушила з Кетену. Через Лейпциг, Левіц, Варшаву, Брест-Литовський, Житомир, Бердичів, Тульчин, Балту, Дубоссари, Одесу, Миколаїв, Херсон вона добралася до місця, яке було обране як територія майбутньої колонії. Далі через німецьку колонію Молочна, Харків, Курськ, Орел і Тулу комісія досягла Москви. І тільки 31 жовтня ангальтці прибули до Санкт-Петербургу.
Ангальт-Кетенську делегацію приймали дуже прихильно. Розпочалися міждержавні переговори. Герцог Фердинанд прагнув через створення колонії посилити економічну ситуацію в країні; стан держави на європейській політичній арені; отримати письмові гарантії щодо військово-політичного захисту та, навіть, створити окреме князівство із власним гербом. Але російська сторона наполягала на суто економічній складовій угоди і унеможливила прагнення залучення зовнішньо політичних чинників з боку ангальт-кетенської дипломатії. Після проведення складних переговорів, угода була підготовлена.
В результаті узгодження усіх протиріч, 3 березня 1828 р. було підписано іменний Указ імператора Миколи І «Об учреждении в Таврической губернии колонии из Ангальтских поселенцев». В ньому визначалися усі чільні позиції створення та розвитку ангальт-кетенської колонії на Півдні України. Невдовзі надвірний радник Карл Християн фон Кистер був призначений повіреним у справах герцогства Ангальт-Кетен при російському імператорському дворі.
28 квітня 1828 року герцог Фердинанд підписав документ про створення «Головного управління Таврійських поселень». Герцог Фердинанд вважав, що його нове володіння мало визначатися абсолютною самостійністю. Саме чиновники А. фон Бер та Л. Альберт очолили цей заклад, на яке уряд покладав великі економічні та, навіть, політичні надії. Крім того, безпосередньо на місцях було створено «Правління Таврійських поселень», яку очолив Август Брауманн. Помічником адміністрації та керівництвом будівельних робіт став архітектор Вельс. 15 грудня 1828 р. керівником перевалочної бази для отар, які рушали з Ангальт-Кетену, в с. Кисляк Гайсинського староства було призначено Франца Теецманна.
Проводи першого транспорту з Кетену були урочистими. На церемонії були присутніми навіть герцог Фердинанд та герцогиня Юлія. Заходи відбувалися при великому скупчені народу. Сучасна подіям «Anhalt-Cöthensche Zeitung» писала: «11 серпня ц‹ього› р‹оку› ми бачили рідкісне для місцевих мешканців явище; перший головний караван, який складався із 3000 овець рушив у нові володіння його світлості герцога Ангальтського у південній Росії. Багато чисельний натовп зібрався з цього приводу, присутніми були також їхні світлості герцог та герцогиня. Через те, що такі транспорти овець будуть відходити щорічно, країна наша може розраховувати на прибуток». Лише наприкінці літа 1828 року перший транспорт відправився в дорогу з Кетену.
На чолі перших трьох транспортів стояв комісар-агроном Піхт. На територію новоствореної колонії прибуло 25 осіб (15 чоловіків, 4 жінки та 6 дітей). Колоністи супроводжували 2886 голів овець (серед них 50 баранів), 2 швейцарських бугаїв, 8 корів (3 фрисландські, 3 гарцькі та 2 швейцарські), а також 8 коней.
25 жовтня 1829 року в Таврію прибув другий транспорт. До нього увійшло 47 осіб. Серед нових колоністів опинився син фінансового радника — економ Брауман, ремісники з родинами, а також 24 пастуха та підпаска. В транспорті знаходилося понад 5000 голів овець, 100 козлів та 10 коней.
13 липня 1830 року з Кетену вирушив третій транспорт. Цього разу звідтіля виїхало 50 осіб, у тому числі 23 чоловіків, 6 жінок та 21 дитина. Серед колоністів знаходилися висококваліфіковані спеціалісти: сортувальник вовни, пічник, виноградар, муляр, коваль, чоботар та вчитель. До цього транспорту увійшли 2500 вівцематок, 130 баранів, 15 коней та 12 вівчарських собак. Транспорт традиційним шляхом прибув до таврійських володінь у вересні 1830 року хоча й «без значних втрат».

### Нагороди
- 6 січня 1796 р. — прусським орденом «Pour le mérite» («За заслуги») з дубовим листям
- 1 липня 1798 р. — прусським орденом «Roter Adler-Orden» («Червоного Орла»).
- 20 травня 1816 р. — найвищим прусським орденом «Das Schwarzen Adler» («Чорного Орла»).
- 23 березня 1819 р. — прусським військовим орденом «Eisernes Kreuz» («Залізного Хреста») 2 ступеню.
- 22 травня 1830 р. — австрійським «Orden vom Goldenen Vlies» орденом («Золотого Руна»).
- нідерландські: знаки лицаря «De Orde van de Nederlandse Leeuw» («Великого Хреста Ордена Нідерландського Лева»)
- угорський: великий хрест «Königlich-Ungarische Sankt Stephans-Orden» («Угорського Ордена Св. Стефана»)
- російський орден: «Св. Станіслава ІІ класу» ‎
- російський орден: «Св. Анни ІІ класу»
- Св. Престол: «Milizia di Nostro Signore Gesù Cristo» («Верховний Орден Христа»)
- Св. Престол: «Ordo Equestris Sancti Sepulcri Hierosolymitani» («Єрусалимський Орден Святого Гробу Господнього») тощо.

## Зміна віросповідання

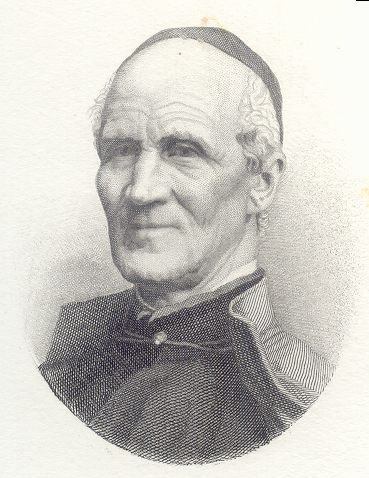
Петер Ян Бекс (1795—1887)

Під час перебування у Парижі, 24 жовтня 1825 р. герцог Фердинанд та герцогиня Юлія під впливом єзуїтів і, зокрема, панотця Петруса Ронзіна таємно повернулися до лона Римо-Католицької Церкви. Офіційно підданим про перехід правлячого герцога з дружиною до римо-католицтва а Ангальт-Кетені було оголошено під час святкування свята «Трьох королів» — 13 січня 1826 р. Це була найбільша перемога Ордену Єзуїтів за останні 35 років.
Причинами, які призвели до цієї ситуації стали наступні чинники. По-перше, ще у Плессі існувало досить потужна католицька громада, яка мала своїх представників навіть серед князівського оточення. Вона церковно підпорядковувалася Бреслау та Кракову. По-друге, військовий досвід та мандри Європою не викликали у Фердинанда різкої та принципової відрази до католицизму. По-третє, навіть у Кетені впливовим теж було католицьке релігійне лобі. Особливо це стосувалося придворного штату. Наприклад, до католицької громади входили імена 14 державних діячів, які перебували на високих посадах при герцогському дворі — оберхофмейстера, гофмаршала, камергера, кабінет-секретаря, фінансрата та інших. По-третє, особистий морально-психологічний тиск, створення політико-економічних проблем та нищення основ державності активно використовувалися лідером саме «протестантських держав» — Прусського королівства. Одночасно, з боку форпосту католицизму серед, принаймні, німецьких держав — Австрійської імперії відчувалися політичне покровительство, дипломатична підтримка та співчуття.
До того ж, поголоси того часу свідчили, що «спонукальними причинами до зміни віросповідування ангальт-кетенського герцога витікали просто із непомірно великих витрат, які він робив не за станом та статками». Мабуть подібні витрати, насамперед, були викликані шаленою митною війною із Пруссією.
Придворним капеланом став майбутній двадцять другий генерал Ордену Єзуїтів Петер Ян Бекс. Він же очолив і орденську місію у Кетені, яка зазвичай складалася із чотирьох-п'яти членів. Його полум'яні проповіді та бурхлива діяльність навернули до римо-католицизму більше двох сотень ангальтців.
Склалася дивна ситуація, яка викликала серед підданих непорозуміння власне церковного напрямку. Справа полягала у тому, що як володарюючий князь, герцог Фердинанд мав виконувати і обов'язки протестантського єпископа. Тому, будучи переконаним римо-католиком він одночасно вважався главою Євангелічної Церкви Ангальт-Кетена. І ця ситуація виникла при тому, що з 33.500 підданих приблизно 33.000 були протестантами.
Однак, цей крок герцога та герцогині Ангальт-Кетенських викликав бурю невдоволення та роздратування при прусському дворі. (І це попри згоду короля на зміну віри його донькою принцесою Шарлоттою, яка, як відомо, зі шлюбом з великим князем Миколою Павловичем (майбутній російський імператор Микола І) навернулася до Православ'я).

## Смерть та поховання
Герцог Фердинанд Фридрих Ангальт-Кетенський помер в Кетені 23 серпня 1830 р. Його тіло було урочисто поховано у склепі церкви Св. Марії («Маріенкірхе»). Під час похорону герцога в Кетені відбулися неприємності на ґрунті міжрелігійного протистояння. Виголошена патером П. Я. Бекксом надгробна промова викликала невдоволення протестантського духівництва. Збуджені вірні стали обурюватися і влада боялася, що не зможе забезпечити безпеку вдови. Герцогиня Юлія була змушена тікати у Столберг біля Гарца, а потім переселитися до Відня. Звідтіля вона писала до Парижу П. Ронзину: «У повному смислі слова я була виставлена на вулицю в Кетені, одна однісінька, тому, що я католичка».

## Вшанування пам'яті
- У 1832 р. один з хуторів ангальтської колонії на Півдні України був названий Фердинандівкою.
- 25 травня 2012 р. в колишній ангальтській колонії Асканія Нова було встановлено меморіальний камінь на честь герцога Фердинанда Фридриха.